# 백년대로
백년대로는 전라남도 목포시 연동에서 옥암동 도청사거리까지 이어지는 약 4.35 km의 거리를 이루는 목포시 하당의 중심대로이다. 영산로부터 갈라져 시작하여 옥암동의 녹색로와 만나는 도청사거리를 지나 후광대로로 이어진다. 백년대로부터 시작하는 후광대로는 국도 제2호선 무영로의 남악 분기점에서 남악동강로로 이어진다.

## 주요 연선 시설
- 유달경기장
- 이로동행정복지센터
- 목포아름다운병원
- 목포중앙여자중학교
- 목포기독병원
- 동신대한방병원
- 센트럴메디파크
- 포르모아울렛
- 목포제일여자고등학교
- 목포소방서
- 목포미즈아이병원

## 구성
차로수
- 왕복 8차선

총 연장
- 약 4.35 Km